# كليف باتون
كليف باتون (بالإنجليزية: Cliff Patton)‏ هو لاعب كرة قدم أمريكية أمريكي، ولد في 29 يوليو 1924 في كلايد في الولايات المتحدة، وتوفي في 2004 في كومانش في الولايات المتحدة.

## وصلات خارجية
- كليف باتون على موقع مرجع كرة القدم المحترفة.كوم (الإنجليزية)